# Jabalíes
Els jabalíes van ser un grup de diputats d'extrema esquerra que es van destacar per la seva política antigovernamental durant les Corts Constituents de la Segona República Espanyola (1931-1933). Van rebre aquest nom després d'un discurs pronunciat per José Ortega y Gasset en el qual va afirmar que "es de plena evidencia, que hay, sobre todo tres cosas que no podemos venir a hacer aquí, ni el payaso, ni el tenor, ni el jabalí".
Els jabalíes estaven, en la seva majoria, vinculats al federalisme, com en els casos de Ramón Franco i Àngel Samblancat i Salanova (elegits com a republicans federals en les llistes d'Esquerra Republicana de Catalunya per Barcelona-capital), el capità Salvador Sediles Moreno i el comandant Antonio Jiménez Jiménez (diputats per Extrema Izquierda Federal por Barcelona), Rodrigo Soriano y Barroeta-Aldamar (diputat per Málaga-capital del corriente Aliança Republicana del federalisme), Eduardo Barriobero y Herrán (diputat per Oviedo pertanyent al corrent antigovernamental del federalisme), Emilio Niembro (diputat per Oviedo pertanyent també al corrent antigovernamental del federalisme liderada per Barriobero), José Antonio Balbontín (antic president de l'agrupació radicalsocialista de Madrid, que després de la seva expulsió formà un efímer Partido Radical Socialista Revolucionario i va obtenir un escó per Sevilla en l'elecció complementària del 4 d'octubre) i Joaquín Pérez Madrigal (diputat radicalsocialista per Ciudad Real que en la seva deriva ideològica acabà en el bàndol franquista durant la Guerra Civil). Altres fonts inclouen també entre els jabalíes Eduardo Ortega y Gasset i Juan Botella Asensi, expulsats per indisciplina del Partit Radical Socialista el 1932, i que formaren Izquierda Radical Socialista; i àdhuc al radicalsocialisme en general.
El seu discurs polític es caracteritzà per la demagògia i l'anticlericalisme. Van rebre aquest nom després d'un discurs de José Ortega y Gasset al Congrés dels Diputats el 30 de juliol de 1931. El diputat socialista Juan Simeón Vidarte y Franco Romero es refereix a ells com la Muntanya (en referència als diputats jacobins de l'Assemblea Legislativa de 1791), però declarant que "no hi havia cap de la categoria de Marat, [tot i que] sí de la mena de Joseph Fouché o de Jean-Lambert Tallien". Dos dies abans del discurs d'Ortega, s'havien estrenat els jabalíes, mitjançant una interpelació d'Eduardo Barriobero consistent en una sèrie de desqualificació dels ministres del govern provisional. Seguiren el 29 Jiménez i Samblancat. Wenceslao Fernández Flórez va dir d'ells que "una veuassa formidable, però la seva absoluta falta de preparació no els permet utilitzar-la per a dir qualsevol cosa important o llúcida; fan això tan fàcil que és interrompre". Javier Tusell ha atribuït l'existència d'aquest grup de diputats a la inexperiència i la indisciplina dels partits polítics, encara poc madurs.